# 부산광역시청
부산광역시청(釜山廣域市廳)은 대한민국 부산광역시의 행정을 총괄하는 지방행정기관이다. 시장은 차관급 정무직공무원으로, 부시장은 고위공무원단 가등급에 속하는 일반직공무원이나 별정직 1급상당 지방공무원 또는 지방관리관으로 보한다.

## 청사

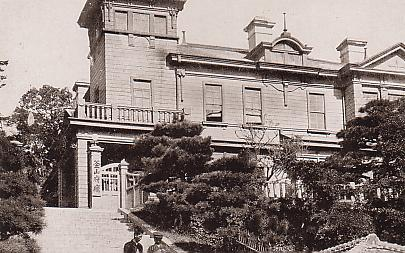
일제강점기 당시의 구 청사

부산광역시청의 청사는 부산광역시 연제구 중앙대로 1001에 위치하고 있다. 이곳은 부산광역시의 중앙에 위치하는 곳으로 인근에 시의회, 지방경찰청, 고등법원, 지방법원 등이 위치하여 사법, 행정의 중심이 되어 있다. 도시철도 1호선이 지나가며 구 시가지인 남포동, 중앙동에서 20분가량, 동래나 서면에서 5분쯤 떨어져 있다.
본래 부산광역시청의 청사는 중구 중앙동에 위치했다. 새 청사는 1997년 12월에 완공되었으며, 이전은 1998년 1월 20일에 이루어졌다. 구청사는 일제시대의 잔재라는 이유로 1998년 10월경 해체되어 사라졌으며, 신청사 바로 앞에 위치한 도시철도 1호선 연제역의 역명은 시청(연제)역으로 변경되었다.

## 조직
| 실·국                                   | 관·단                                   | 담당관실·과                                                                                                   |
| --------------------------------------- | --------------------------------------- | --- |
|                                         |                                         | |
| 시장 산하 하부조직                      |                                         | |
| 대변인실                                | 대변인실                                | 홍보담당관실ㆍ공보담당관실ㆍ뉴미디어담당관실                                                                  |
| 소방재난본부                            | 소방재난본부                            | 소방행정과ㆍ방호조사과ㆍ구조구급과ㆍ종합상황실ㆍ재난예방담당관실ㆍ소방감사담당관실ㆍ특수구조단ㆍ119안전체험관 |
| 부산광역시 자치경찰위원회               | 사무국                                  | 자치경찰행정과ㆍ자치경찰관리과                                                                                |
| 부산광역시 감사위원회                   | 부산광역시 감사위원회                   | 감사담당관ㆍ청렴담당관                                                                                        |
| 행정부시장 산하 하부조직                |                                         | |
|                                         |                                         | 성비위근절추진단                                                                                              |
| 기획조정실                              | 기획관실                                | 기획담당관실ㆍ조직담당관실ㆍ규제혁신추진단ㆍ법무담당관실ㆍ정보화담당관실                                      |
| 기획조정실                              | 재정관실                                | 재정혁신담당관실ㆍ예산담당관실ㆍ세정정책담당관실ㆍ세정운영담당관실ㆍ회계재산담당관실                          |
| 시민안전실                              | 시민안전실                              | 안전정책과ㆍ사회재난과ㆍ자연재난과ㆍ원자력안전과ㆍ특별사법경찰과                                              |
| 시민건강국                              | 시민건강국                              | 건강정책과ㆍ보건위생과ㆍ감염병관리과                                                                          |
| 도시균형발전실                          | 도시균형발전실                          | 도시균형개발과ㆍ15분도시기획단ㆍ북항재개발추진과ㆍ도시정비과ㆍ건설행정과ㆍ걷기좋은부산추진단                  |
| 도시계획국                              | 도시계획국                              | 도시계획과ㆍ시설계획과ㆍ도로계획과ㆍ기술심사과ㆍ공원정책과ㆍ토지정보과                                        |
| 건축주택국                              | 건축주택국                              | 총괄건축과ㆍ창조도시과ㆍ주택정책과ㆍ공공도시디자인과                                                          |
| 교통국                                  | 교통국                                  | 공공교통정책과ㆍ물류정책과ㆍ도시철도과ㆍ버스운영과ㆍ택시운수과                                                |
| 문화체육국                              | 문화체육국                              | 문화예술과ㆍ문화유산과ㆍ문화시설개관준비과ㆍ영상콘텐츠산업과ㆍ체육진흥과                                      |
| 관광마이스국                            | 관광마이스국                            | 관광진흥과ㆍ마이스산업과ㆍ해양레저관광과                                                                      |
| 사회복지국                              | 사회복지국                              | 복지정책과ㆍ장애인복지과ㆍ노인복지과                                                                          |
| 여성가족국                              | 여성가족국                              | 여성가족과ㆍ출산보육과ㆍ아동청소년과                                                                          |
| 행정자치국                              | 행정자치국                              | 자치분권과ㆍ총무과ㆍ인사과ㆍ민생노동정책과ㆍ통합민원과                                                        |
| 부울경특별지방자치단체합동추진단 사무국 | 부울경특별지방자치단체합동추진단 사무국 | 광역행정과ㆍ광역사업과                                                                                        |
| 경제부시장 산하 하부조직                |                                         | |
| 금융창업정책관실                        | 금융창업정책관실                        | 창업벤처담당관실ㆍ금융블록체인담당관실                                                                        |
| 디지털경제혁신실                        | 디지털경제혁신실                        | 경제정책과ㆍ소상공인지원과ㆍ투자유치과ㆍ산업입지과ㆍ인공지능소프트웨어과ㆍ빅데이터통계과                      |
| 미래산업국                              | 미래산업국                              | 제조혁신과ㆍ미래기술혁신과ㆍ미래에너지산업과ㆍ첨단의료산업과                                                  |
| 청년산학국                              | 청년산학국                              | 청년희망정책과ㆍ지산학협력과ㆍ창조교육과                                                                      |
| 2030엑스포추진본부                      | 2030엑스포추진본부                      | 유치기획과ㆍ대외협력과ㆍ유치홍보과ㆍ외교통상과                                                                |
| 신공항추진본부                          | 신공항추진본부                          | 공항기획과ㆍ신공항도시과                                                                                      |
| 환경물정책실                            | 환경물정책실                            | 환경정책과ㆍ맑은물정책과ㆍ탄소중립정책과ㆍ자원순환과ㆍ하천관리과ㆍ산림녹지과ㆍ공공하수인프라과                |
| 해양농수산국                            | 해양농수산국                            | 해양수도정책과ㆍ해운항만과ㆍ수산정책과ㆍ수산진흥과ㆍ농축산유통과                                              |

| - 부산광역시소방학교 - 소방서 - 중부소방서 - 부산진소방서 - 동래소방서 - 북부소방서 - 사하소방서 - 해운대소방서 - 금정소방서 - 남부소방서 - 강서소방서 - 기장소방서 - 항만소방서 - 부산광역시인재개발원 - 부산광역시보건환경연구원 - 부산광역시농업기술센터 | - 부산광역시상수도사업본부 - 부산광역시건설본부 - 부산광역시낙동강관리본부 - 부산광역시서울본부 - 부산광역시여성회관 - 부산광역시여성문화회관 - 부산광역시아동보호종합센터 - 부산광역시차량등록사업소 - 부산광역시립박물관 - 부산광역시립미술관 - 부산광역시현대미술관 - 부산근현대역사관 - 부산도서관 - 부산광역시충렬사관리사무소 - 부산광역시체육시설관리사업소 - 부산광역시금련산청소년수련원 - 부산광역시푸른도시가꾸기사업소 - 부산광역시건설안전시험사업소 - 부산광역시남항관리사업소 - 부산광역시농산물도매시장관리사업소 - 부산광역시엄궁농산물도매시장관리사업소 - 부산광역시반여농산물도매시장관리사업소 - 부산광역시국제수산물유통시설관리사업소 - 부산광역시수산자원연구소 - 부산해양자연사박물관 - 부산광역시교통정보서비스센터 |

## 산하 자치단체
| - 중구청 - 서구청 - 동구청 - 영도구청 | - 부산진구청 - 동래구청 - 남구청 - 북구청 | - 해운대구청 - 사하구청 - 금정구청 - 강서구청 | - 연제구청 - 수영구청 - 사상구청 - 기장군청 |

## 정원
부산광역시청에 두는 지방공무원의 정원은 다음과 같다.
| 총계      | 총계                        | 2,894명 |
| --------- | --------------------------- | ------- |
| 정무직 계 | 정무직 계                   | 3명     |
|           | 시장                        | 1명     |
|           | 자치경찰위원회 위원장       | 1명     |
|           | 자치경찰위원회 사무국장     | 1명     |
|           |                             |         |
| 일반직 계 | 일반직 계                   | 2,495명 |
|           | 1급 이하 2급 이상           | 4명     |
|           | 3급 이하 5급 이상           | 568명   |
|           | 6급 이하                    | 1,918명 |
|           | 전문경력관                  | 5명     |
|           |                             |         |
| 별정직 계 | 별정직 계                   | 16명    |
|           | 1급 상당 이하 2급 상당 이상 | 1명     |
|           | 3급 상당 이하 5급 상당 이상 | 8명     |
|           | 6급 상당 이하               | 7명     |
|           |                             |         |
| 연구직 계 | 연구직 계                   | 5명     |
|           | 연구관                      | 1명     |
|           | 연구사                      | 4명     |
|           |                             |         |
| 소방직 계 | 소방직 계                   | 375명   |
|           | 소방준감                    | 3명     |
|           | 소방정                      | 5명     |
|           | 소방령 이하                 | 367명   |

## 재정
2022년 총예산은 전년도에 비해 7.28% 증가한 14조 2690억 2450만 9000원이며, 총수입·총지출 기준 구체적인 재정 규모는 다음과 같다.
| 구분                    | 세입예산                 | 작년 대비 증감 |
| ----------------------- | ------------------------ | -------------- |
| 지방세수입              | 4조 8423억 9200만 원     | +13.05%        |
| 세외수입                | 9999억 925만 6000원      | -5.94%         |
| 지방교부세              | 1조 2451억 7874만 원     | +8.28%         |
| 보조금                  | 5조 1495억 2201만 1000원 | +8.91%         |
| 지방채                  | 3900억 원                | -39.95%        |
| 보전수입 등 및 내부거래 | 1조 6420억 2250만 2000원 | +15.1%         |

| 구분                  | 구분                  | 세출예산                 | 작년 대비 증감 |
| 분야                  | 부문                  | 세출예산                 | 작년 대비 증감 |
| --------------------- | --------------------- | ------------------------ | -------------- |
| 일반공공행정          | 일반공공행정          | 1조 4928억 441만 7000원  | +19.03%        |
|                       | 입법및선거관리        | 78억 9503만 6000원       | +30.89%        |
|                       | 지방행정·재정지원     | 9603억 9425만 원         | +14.23%        |
|                       | 재정·금융             | 2억 2620만 7000원        |                |
|                       | 일반행정              | 5242억 8892만 4000원     | +28.77%        |
| 공공질서및안전        | 공공질서및안전        | 6037억 1665만 2000원     | +6.69%         |
|                       | 경찰                  | 104억 1157만 6000원      | 순증           |
|                       | 재난방재·민방위       | 1591억 5704만 4000원     | +8.79%         |
|                       | 소방                  | 4341억 4803만 2000원     | +3.47%         |
| 교육                  | 교육                  | 7800억 5747만 5000원     | +8.49%         |
|                       | 유아및초중등교육      | 7681억 3228만 원         | +8.26%         |
|                       | 평생·직업교육         | 119억 2519만 5000원      | +24.97%        |
| 문화및관광            | 문화및관광            | 5024억 3301만 3000원     | +18.41%        |
|                       | 문화예술              | 2727억 6555만 8000원     | +7.21%         |
|                       | 관광                  | 526억 1427만 7000원      | +31%           |
|                       | 체육                  | 1380억 9784만 1000원     | +23.03%        |
|                       | 문화재                | 216억 2826만 2000원      | +31.58%        |
|                       | 문화및관광일반        | 173억 2707만 5000원      | +1521.89%      |
| 환경                  | 환경                  | 9921억 8984만 9000원     | +4.32%         |
|                       | 상하수도·수질         | 7344억 9120만 8000원     | +2.31%         |
|                       | 폐기물                | 663억 1116만 2000원      | -25.46%        |
|                       | 대기                  | 1644억 8905만 4000원     | +20.11%        |
|                       | 자연                  | 148억 4648만 2000원      | +262.96%       |
|                       | 환경보호일반          | 120억 5194만 3000원      | +280.29%       |
| 사회복지              | 사회복지              | 5조 9964억 4679만 7000원 | +10.05%        |
|                       | 기초생활보장          | 2조 0833억 5989만 1000원 | +12.88%        |
|                       | 취약계층지원          | 1조 726억 4344만 7000원  | +15.19%        |
|                       | 보육·가족및여성       | 7396억 4138만 8000원     | +4.63%         |
|                       | 노인·청소년           | 2조 369억 2834만 6000원  | +7.15%         |
|                       | 노동                  | 464억 170만 3000원       | +0.94%         |
|                       | 보훈                  | 174억 7202만 2000원      | -2.58%         |
| 보건                  | 보건                  | 2412억 3114만 5000원     | +30.69%        |
|                       | 보건의료              | 2332억 4745만 3000원     | +31.71%        |
|                       | 식품의약안전          | 79억 8369만 2000원       | +6.53%         |
| 농림해양수산          | 농림해양수산          | 1770억 2831만 6000원     | +15.4%         |
|                       | 농업·농촌             | 334억 4081만 7000원      | -16.13%        |
|                       | 임업·산촌             | 431억 299만 4000원       | +23.98%        |
|                       | 해양수산·어촌         | 1004억 8450만 5000원     | +27.57%        |
| 산업·중소기업및에너지 | 산업·중소기업및에너지 | 4469억 9407만 3000원     | +5.42%         |
|                       | 산업기술지원          | 646억 5738만 2000원      | +15.65%        |
|                       | 무역및투자유치        | 258억 9823만 4000원      | -33.63%        |
|                       | 산업진흥·고도화       | 3225억 2733만 2000원     | +8.41%         |
|                       | 에너지및자원개발      | 339억 1112만 5000원      | +7.47%         |
| 교통및물류            | 교통및물류            | 1조 5760억 1440만 4000원 | -15.06%        |
|                       | 도로                  | 3090억 3731만 3000원     | -24.74%        |
|                       | 도시철도              | 6606억 3169만 원         | -16.13%        |
|                       | 항공·공항             | 13억 3570만 원           | +20.26%        |
|                       | 대중교통·물류등기타   | 6025억 998만 1000원      | -7.88%         |
| 국토및지역개발        | 국토및지역개발        | 5402억 46만 2000원       | +23.36%        |
|                       | 수자원                | 210억 4268만 6000원      | +16.48%        |
|                       | 지역및도시            | 5104억 2893만 7000원     | +26.35%        |
|                       | 산업단지              | 87억 2883만 9000원       | -44.97%        |
| 과학기술              | 과학기술              | 38억 2737만 원           | -48.02%        |
|                       | 과학기술연구지원      | 38억 2737만 원           | -48.02%        |
| 예비비                | 예비비                | 572억 7806만 6000원      | +7.99%         |
|                       | 예비비                | 572억 7806만 6000원      | +7.99%         |
| 기타                  | 기타                  | 8588억 247만 원          | +4.46%         |
|                       | 기타                  | 8588억 247만 원          | +4.46%         |

## 같이 보기
- 부산광역시
- 부산광역시장
- 부산광역시 부시장
- 부산광역시의회
- 부산광역시교육청
- 부산광역시체육회
- 부산상공회의소
- 부산테크노파크
- 부산진해경제자유구역청